# Elaphognathia discolor
Elaphognathia discolor is een pissebed uit de familie Gnathiidae. De wetenschappelijke naam van de soort is voor het eerst geldig gepubliceerd in 1988 door Nunomura.